# 프러데인섬의 13대 비보
프러데인섬의 13대 비보(웨일스어: Tri Thlws ar Ddeg Ynys Prydain 트리 슬루스 아르 데그 어너스 프러다인)는 중세 말기 웨일스 전통에서 등장하는 아이템들이다. 이런 보물들의 목록이 돌아다니기 시작한 것은 15세기에서 16세기 사이였다. 대부분의 보물들은 헨 오글레드 지역을 연원으로 놓고 있는데, 초기 필사본들에서는 목록 전체를 "북방에 있었던" 13대 비보라고 하는 경우도 있다.
보물의 가짓수는 언제나 13개인데, 후기 판본에서는 보물의 내용이 달라지거나 개수가 추가되었지만 한 항목에 여러 개를 섞어 넣어서 13이라는 숫자를 맞추려고 한다. 표준적인 판본에서 목록에 들어가는 보물들은 다음과 같다.
1. 러데르흐 관대왕의 검 더르누인(웨일스어: Dyrnwyn, gleddyf Rhydderch Hael 더르누인 글레더브 러데르흐 하엘): "훌륭한 혈통의 소유자가 스스로 검을 뽑으면, 자루에서 날끝까지 화염이 타오르리라. 누구든 그 검을 요구하는 이는 받으리라. 허나 검의 기벽으로 인하여 줘도 모두가 마다하리라. 그래서 검의 주인이 러데르흐 관대왕이라 불리었더라."
2. 구이드노 가란히르의 광주리(웨일스어: Mwys Gwyddno Garanir 무이스 구이드노 가라니르): 1인분의 음식을 넣고 닫았다가 열면 100인분이 나온다.
3. 북방의 브란 갈레드의 뿔잔(웨일스어: Corn Brân Galed o'r Gogledd 코른 브란 갈레드 오르 고글레드): 뿔잔을 든 사람이 마시고 싶은 것이 저절로 차 있다.
4. 모르간 무인바우르의 전차(웨일스어: Car Morgan Mwynfawr 카르 모르간 무인바우르): 타고 어디든 가고 싶다고 생각하면 그곳에 빠르게 닿을 수 있다.
5. 클러드노 에이던의 고삐(웨일스어: Cebystr Clydno Eiddin 케버스트르 클러드노 에이딘): 클러드노 왕의 침대 발치에 박혀 있었는데, 왕이 타고자 하는 말은 무엇이든 그 고삐에 매여진 채 발견된다.
6. 하우브로데드 바르호그의 나이프(웨일스어: Cyllell Llawfrodedd Farchog 커헬 하우프로데드 바르호그): 장정 스물 네 명을 식탁에서 먹일 수 있다.
7. 더르누흐 가우르의 솥(웨일스어: Pair Dyrnwch Gawr 파이르 더르누흐 가우르): 비겁자를 먹이려고 고기를 끓이면 요리가 되지 않는다. 하지만 용자를 먹일 고기는 빠르게 조리된다.
8. 투드왈 투드클러드의 숫돌(웨일스어: Hogalen Tudwal Tudclyd 호갈렌 투드왈 투드클러드): 용자가 이 숫돌로 검을 갈면, 그 검에 맞은 사람은 치명상이 아니더라도 피를 흘리기만 하면 죽는다. 비겁자가 숫돌로 검을 갈면, 그 검은 아무도 베지 못하게 된다.
9. 파다른 베이스루드의 외투(웨일스어: Pais Badarn Beisrydd 파이스 바다른 베이스러드): 훌륭한 혈통의 소유자가 걸치면 그 몸에 딱 맞는 크기로 변한다. 막되먹은 자가 걸치려고 하면 옷이 거부한다.
10. 러게너드 어스골하이그의 그릇(과 접시)(웨일스어: Gren a desgyl Rhygenydd Ysgolhaig 그렌 아 데스걸 러게너드 어스골하이그): 먹고 싶은 음식이 생겨난다.
11. 러게너드 어스골하이그의 (그릇과) 접시(웨일스어: Gren a desgyl Rhygenydd Ysgolhaig 그렌 아 데스걸 러게너드 어스골하이그): 먹고 싶은 음식이 생겨난다.
12. 구엔돌로에우 압 케이디오의 장기판(웨일스어: Gwyddbwyll Gwenddoleu ap Ceidio 구이드부일 구엔돌로에우 압 케이디오): 기물을 세팅하면 자기들끼리 치고받고 싸운다. 장기판은 금으로, 기물들은 은으로 만들었다.
13. 콘월의 아르서르의 망토(웨일스어: Llen Arthyr yng Nghernyw 헨 아르서르 엉 응헤르너우): 입으면 보이지 않으며, 입은 자기는 모두를 볼 수 있다.
14. 테가우 에우르본의 망토: 테가우 에우르본은 카라독의 처다. 정숙하고 신실한 여자가 입으면 땅에 끌릴 정도로 길어지지만, 부정한 여자가 입으면 무릎까지밖에 오지 않는다.
15. 성자 엘루네드의 돌과 반지: 반지를 끼면 몸이 투명해진다고 한다. 멀린이 가지고 있었다는 얘기가 있다.

14번과 15번이 들어갈 경우 목록에서 한 개가 빠지고, 러게너스 어스골하이그의 그릇과 접시가 한 항목으로 합쳐진다.

## 같이 보기
- 투어허 데 다넌의 4대 비보